# Nikolaj Loeganski

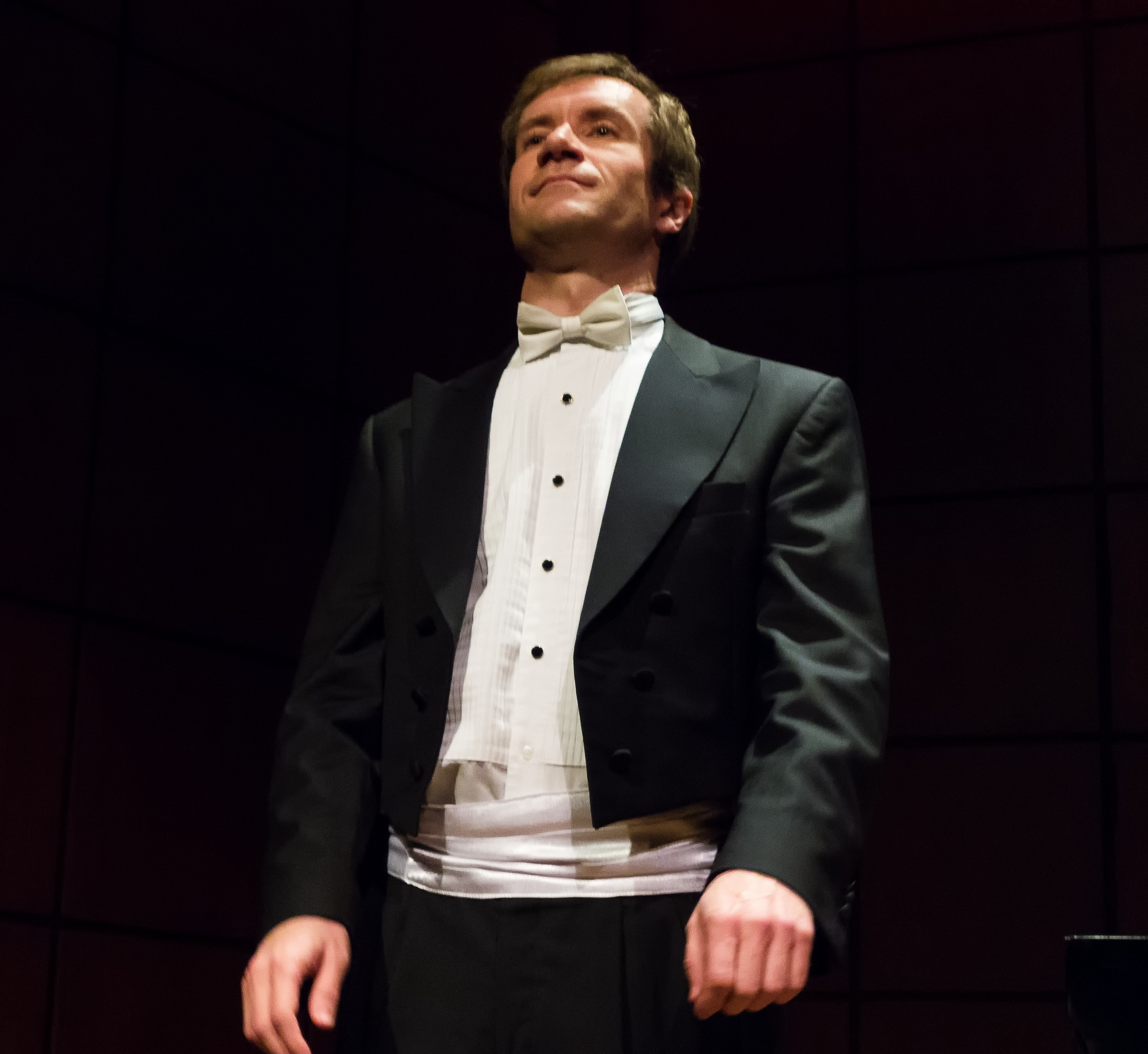
Nikolai Lugansky in 2012

Nikolaj Lvovitsj Loeganski (Russisch: Николай Львович Луганский) (Moskou, 26 april 1972) is een Russisch pianist. 

## Levensloop
Nikolaj Loeganski begon zijn opleiding bij de Centrale Muziekschool van Moskou en studeerde daarna bij het Conservatorium van Moskou. Zijn leraren waren onder meer Tatjana Kestner, Tatjana Nikolajeva en Sergej Dorenski. 
Gedurende de jaren tachtig en negentig won Loeganski de nodige prijzen bij verschillende muziekwedstrijden. Tegelijkertijd begon hij opnamen te maken voor de labels Melodia (USSR) en Vanguard Classics (Netherlands). Zijn optreden tijdens het galaconcert van de winnaars van de tiende versie van het Internationaal Tsjaikovski-concours werd opgenomen en uitgegeven op het label Pioneer Classics, zowel op cd als op video-laserdiscformaat. Meer opnamen voor Japanse labels volgden. Later nam hij ook nog op voor Warner Classics (UK) en Pentatone Classics (Netherlands). 
Loeganski heeft onder meer opgetreden met Vadim Repin, Aleksandr Knjazev, Joshua Bell, Joeri Basjmet en Mischa Maisky.
Verder heeft hij met dirigenten als Riccardo Chailly, Valeri Gergiev, Neeme Järvi, Kurt Masur, Michail Pletnev, Edo de Waart, Gennadi Rozjdestvenski, Leonard Slatkin, Vladimir Spivakov, Jevgeni Svetlanov, Joeri Simonov, Joeri Temirkanov, Christoph Eschenbach en Vladimir Fjodosejev gewerkt. 
Naast zijn optredens en opnamen geeft Loeganski ook nog les aan het Conservatorium van Moskou.

## Prijzen en onderscheidingen
Wedstrijdprijzen:
- Eerste prijs, All-Union Competition in Tbilisi (1988)
- Zilveren Medaille, Achtste Internationale Bachwedstrijd in Leipzig (1988)
- Tweede prijs, Rachmaninovcompetitie in Moskou (1990)
- Beste pianist, Internationale Zomeracademie "Mozarteum" in Salzburg, Oostenrijk (1992)
- Zilveren Medaille, Tiende Internationale Tsjaikovski Pianowedstrijd in Moskou (1994)

Andere onderscheidingen:
- Ernest Neizvestny Private Charity Fund Award (1994)
- International Terence Judd Award (1995)
- Diapason d'Or (2000, 2001 and 2002)
- Preis der deutschen Schallplattenkritik (2003)
- Benoemd als "Ereburger van Ivanovka" in Tambov, Rusland (2004)
- Benoemd als "Geëerde Artiest van de Russische Federatie (2005)
- Echo Klassik Award (2005)